# Grupo Libertad y Democracia
El Grupo Libertad y Democracia es un foro político de líderes de derecha y centroderecha, fundado por mandatarios y exjefes de gobierno de Iberoamérica en el año 2023. Busca no solo integrar a exmandatarios, sino también a líderes políticos, ciudadanos, académicos y sociales, “contando con un espacio de reflexión, coordinación, diálogo y acción con el objetivo de analizar, dialogar, coordinar y actuar para fortalecer la libertad y la democracia en los países iberoamericanos, y combatir las consecuencias de la izquierda en la región.

## Historia
El grupo se formó en 2023 ante un auge de gobiernos de izquierda y para hacer contrapeso al Foro de São Paulo y el Grupo de Puebla, ya que hay ciertos integrantes de estos a los que se les considera cómplices de las dictaduras de Nicolás Maduro en Venezuela, Daniel Ortega en Nicaragua y Miguel Díaz-Canel en Cuba. 
Gracias a su formación, se integra en otros espacios de diálogo e intercambio como el Foro Madrid, el CPAC e IDEA, que comparten objetivos similares. Además, el grupo ha expresado abiertamente su preocupación por el debilitamiento de las instituciones en los ámbitos político, económico y social, así como por el deterioro de la democracia y los intentos de algunos sectores por socavarla.
Para este foro, resulta fundamental defender los derechos y libertades, ya que consideran que estos se encuentran amenazados. Señalan que algunos mandatarios de la región actúan en contra de los principios democráticos, al violar derechos, proteger a criminales y contribuir al grave deterioro de la situación regional.
El grupo también se preocupa por la escalada de violencia en la región y esto se vio reflejado cuando mataron al candidato presidencial ecuatoriano Fernando Villavicencio, aún si pronunciar sobre estos temas a veces genere controversia. A pesar de eso, este grupo ha evitado meterse en polémicas, ya que, aunque tengan objetivos similares al Foro Madrid, no quieren una comparación que lleve a los malos juicios, ya que no comparten todas sus posiciones y menos en temas sensibles.
El 15 de febrero de 2024, los expresidentes miembros de los grupos denunciaron el patrón de represión, violencia y persecución política por parte del régimen de Nicolás Maduro en Venezuela. Los expresidentes hicieron pronunciamientos a través de comunicados, señalando la ausencia de base legal para la decisión de inhabilitación de María Corina Machado, que viola los derechos políticos de la líder opositora y el derecho del pueblo venezolano a elegir libremente a sus representantes.

## Miembros

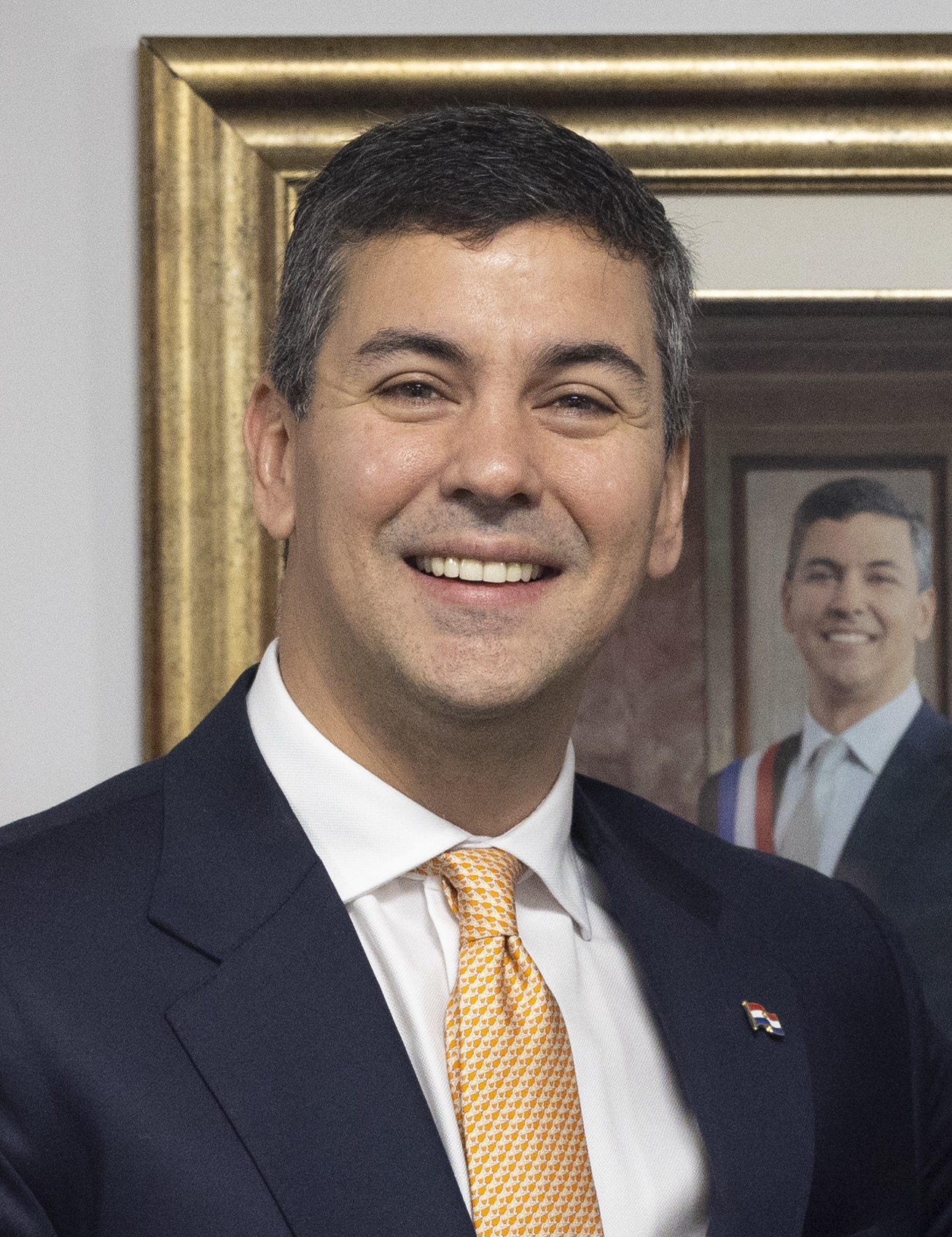
Santiago Peña Presidente de Paraguay

### Miembros fundadores

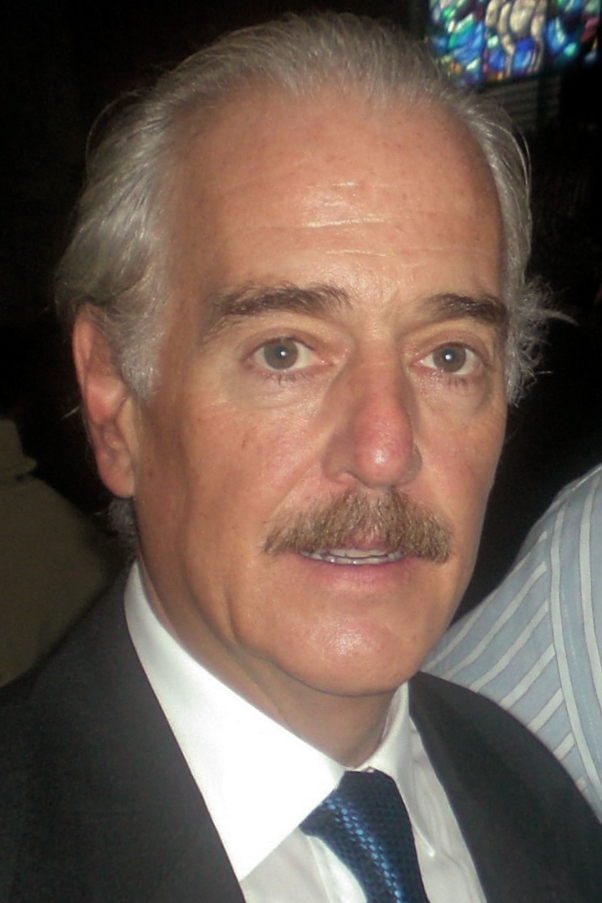
Andrés PastranaExpresidente de Colombia
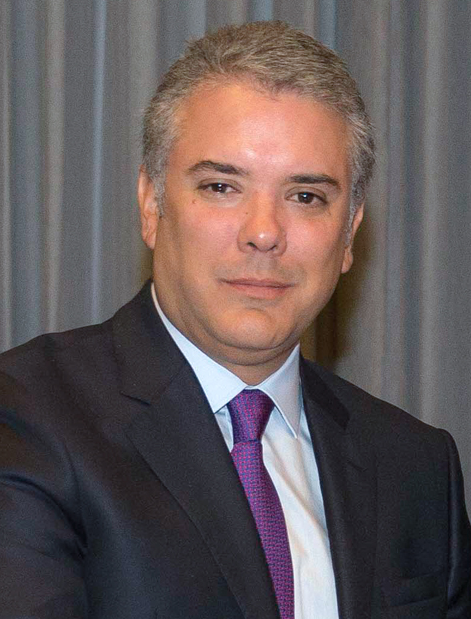
Iván Duque Márquez Expresidente de Colombia
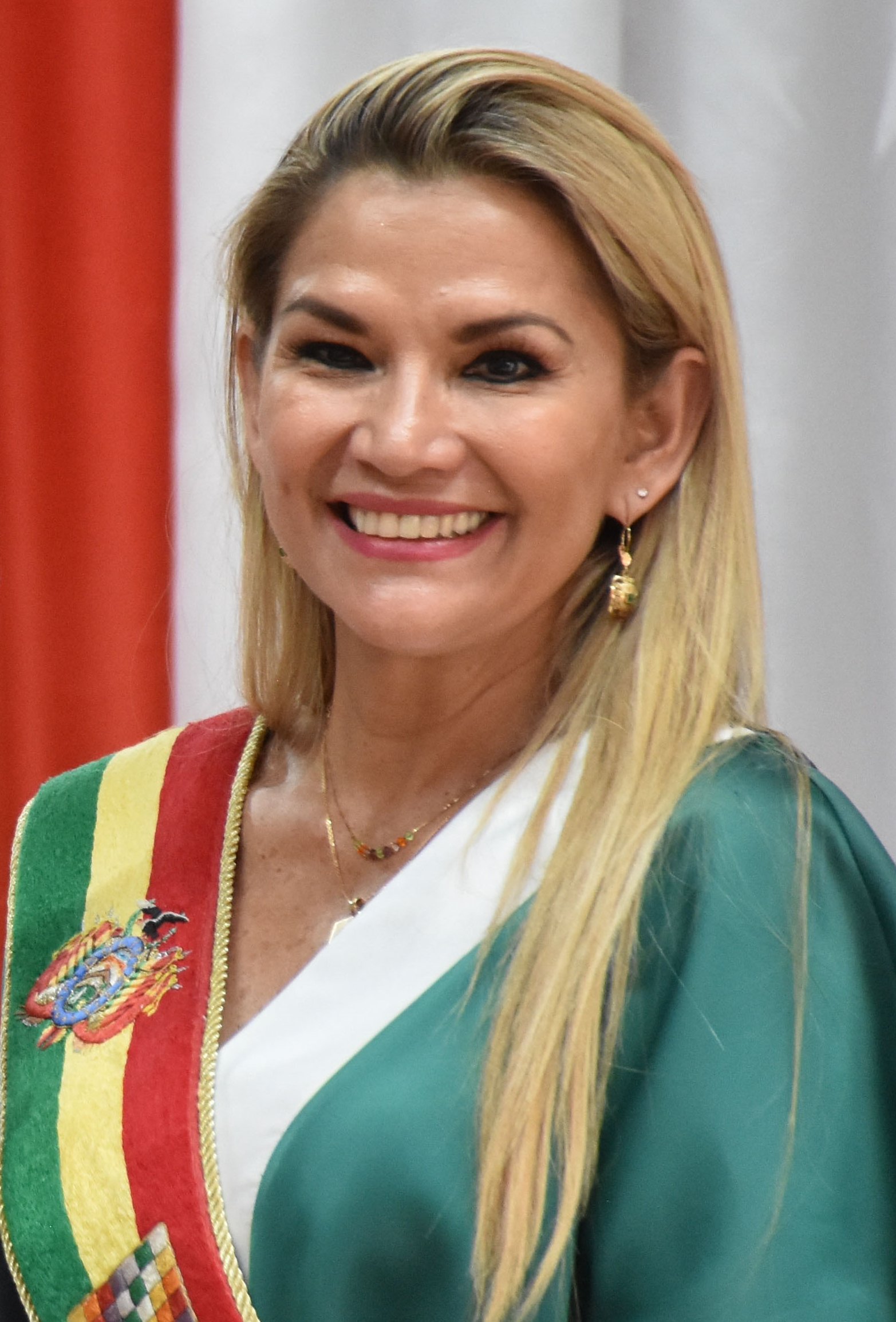
Jeanine Áñez Chávez Expresidenta de Bolivia
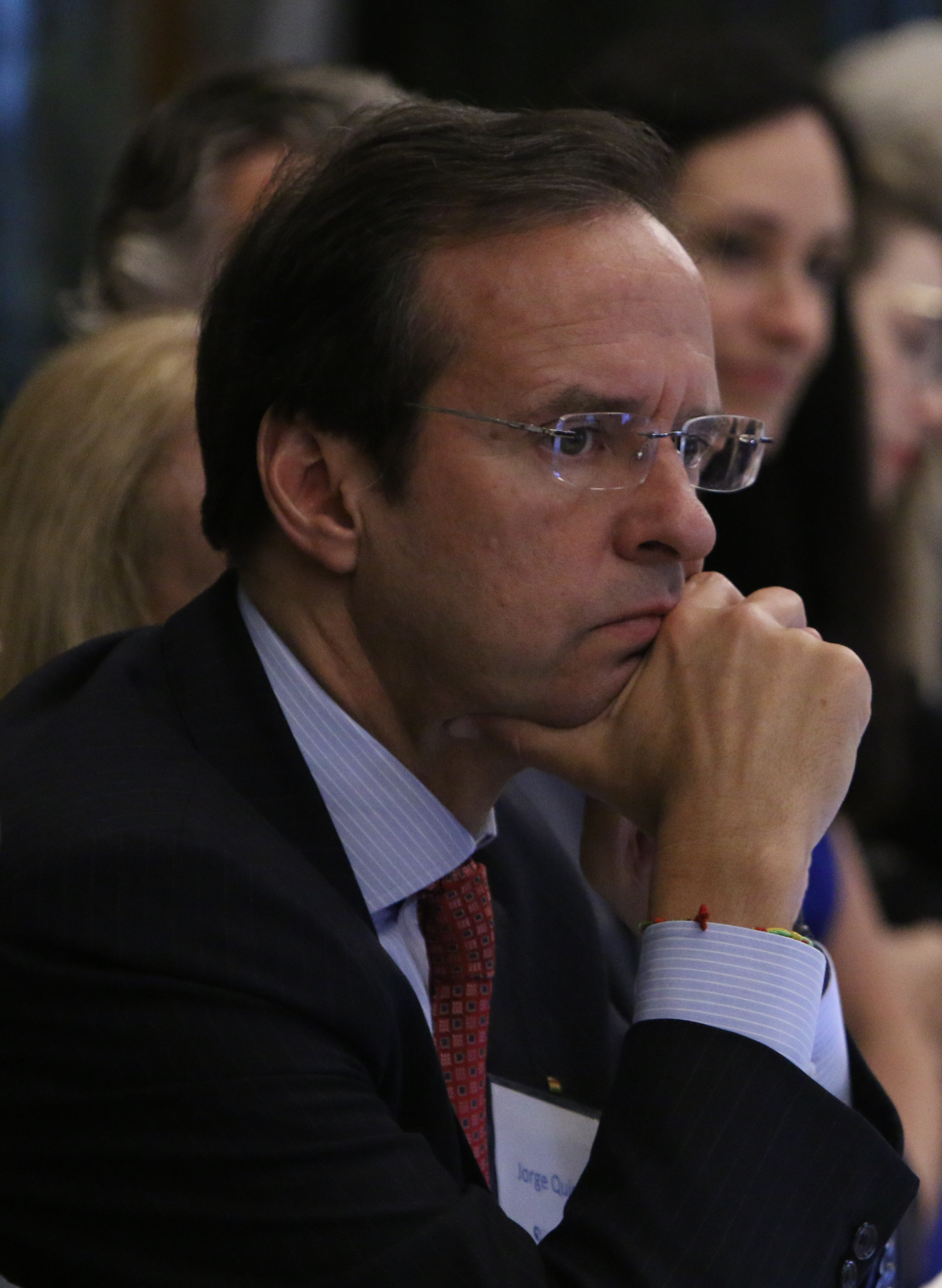
Jorge Quiroga Ramírez Expresidente de Bolivia
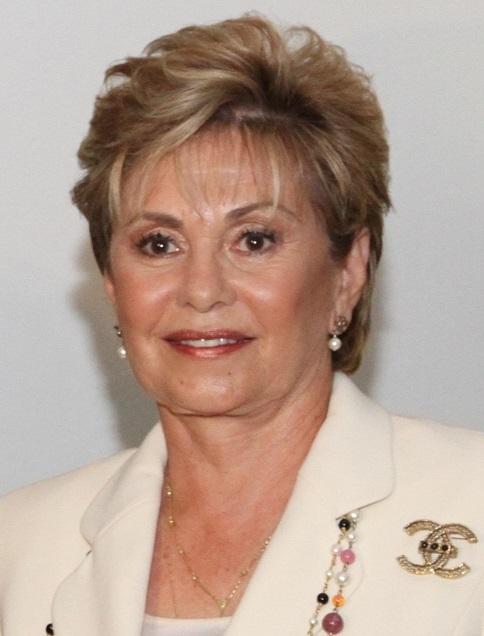
Mireya Moscoso Expresidenta de Panamá
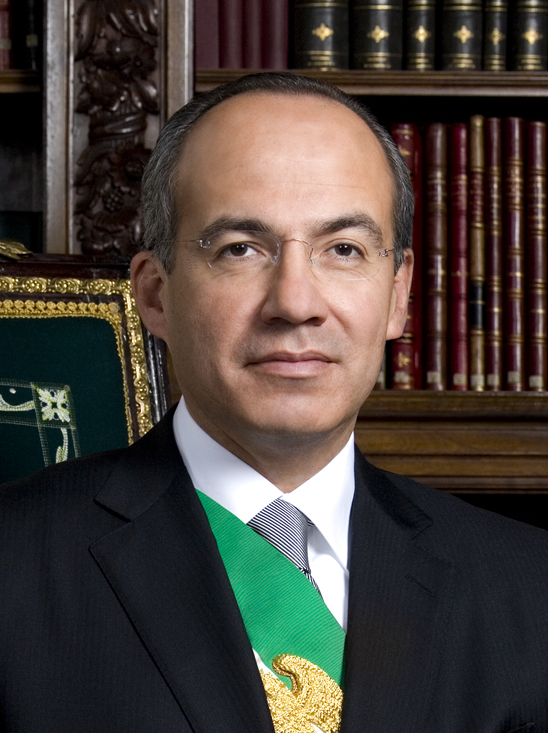
Felipe Calderón Expresidente de México
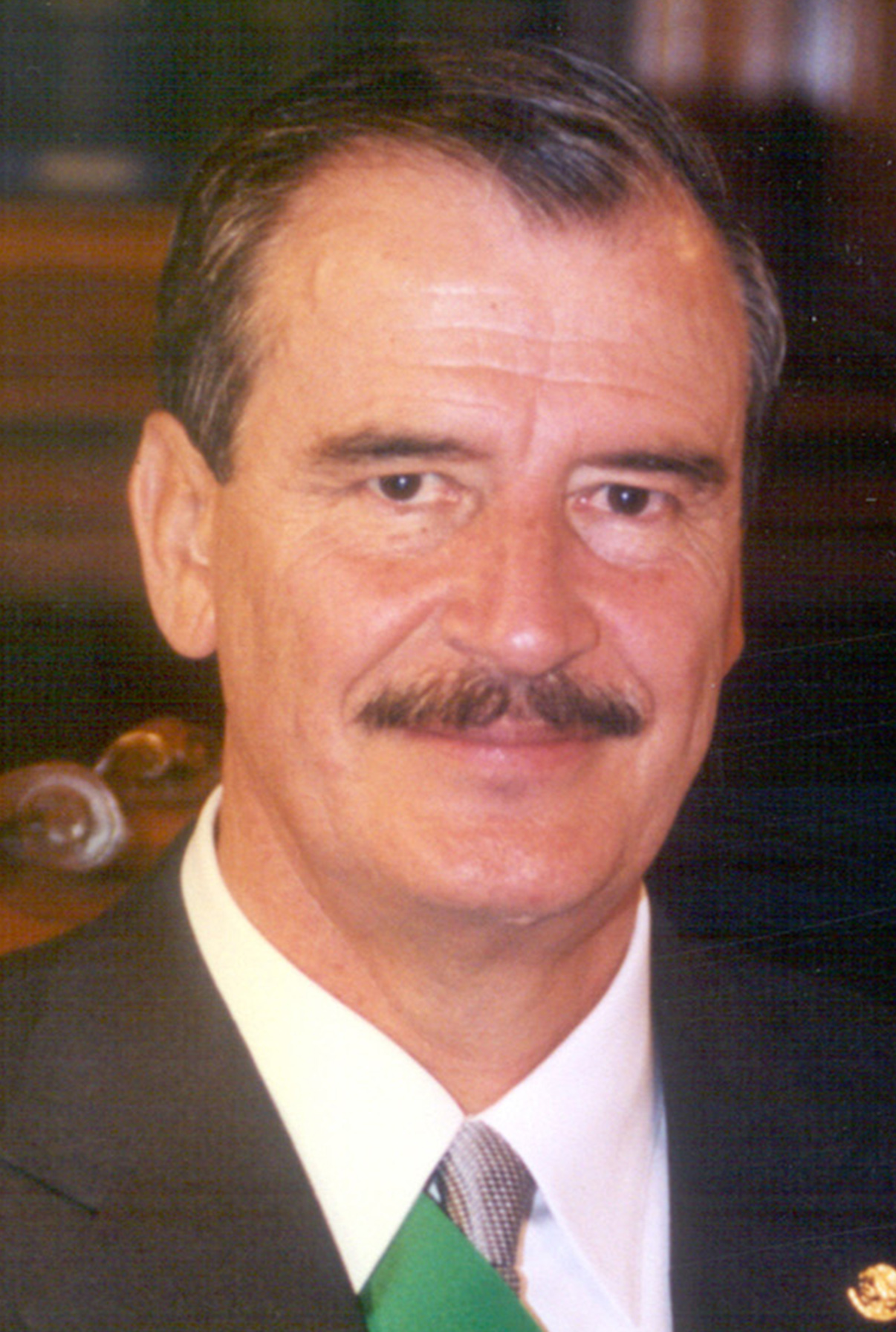
Vicente Fox Expresidente de México
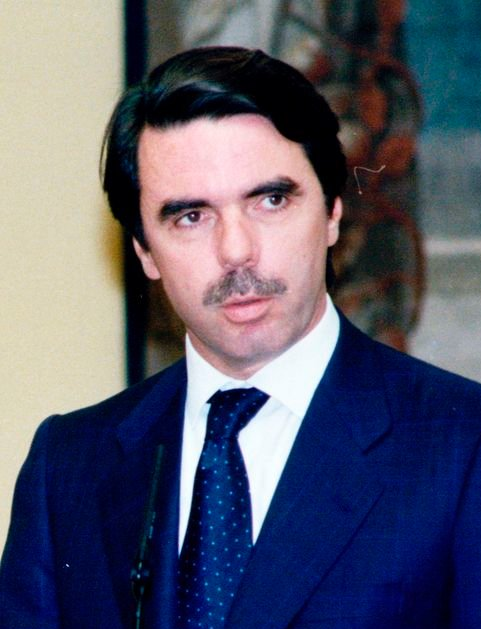
José María Aznar Expresidente de España
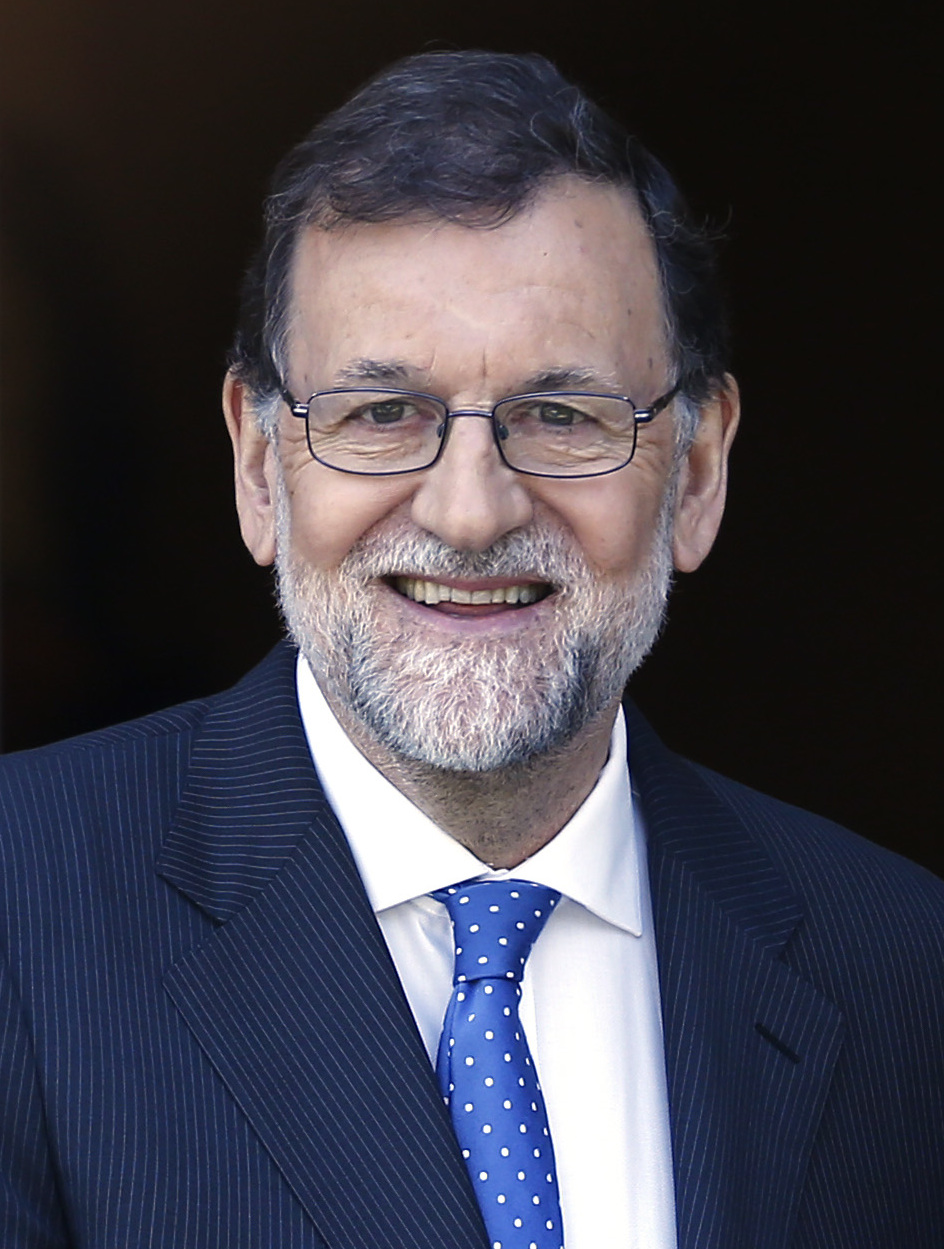
Mariano Rajoy Expresidente de España
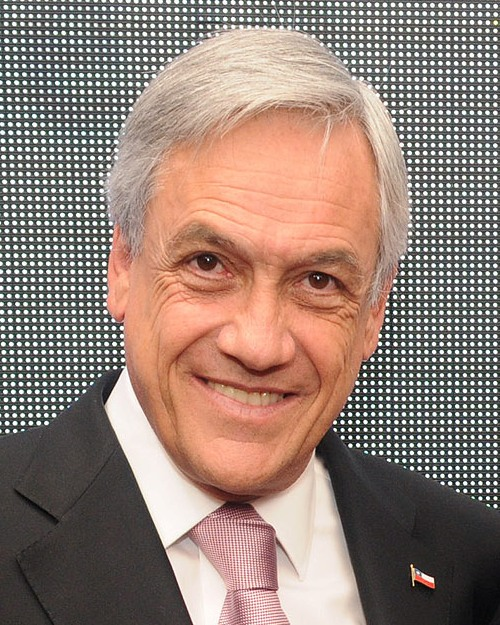
Sebastián Piñera (fallecido) Expresidente de Chile
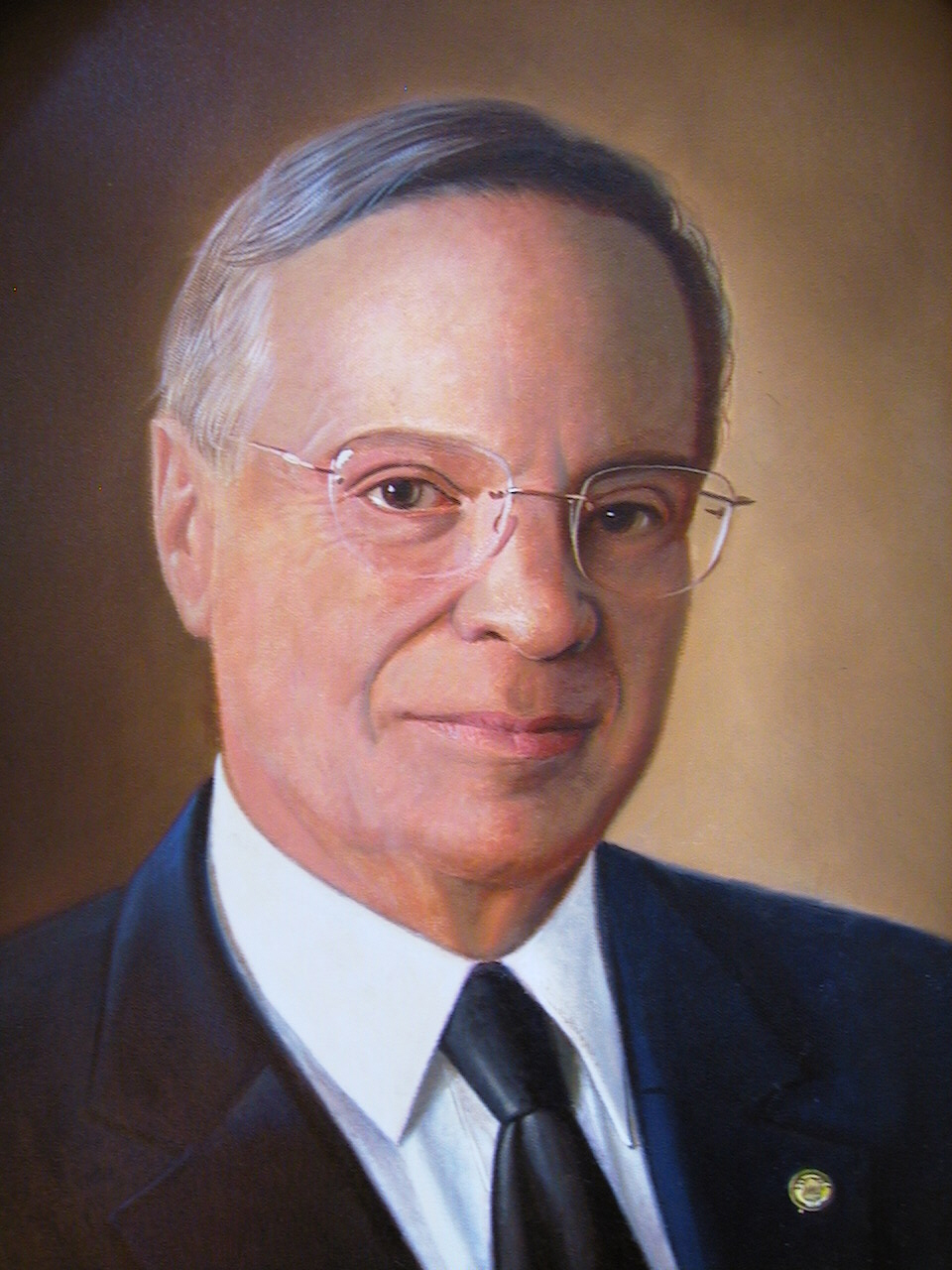
Miguel Ángel Rodríguez Expresidente de Costa Rica
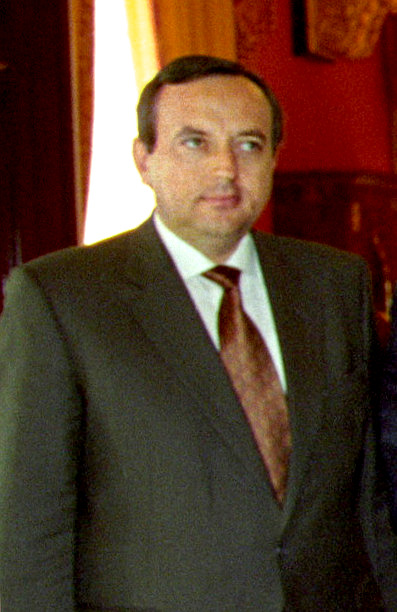
Rafael Ángel Calderón Expresidente de Costa Rica
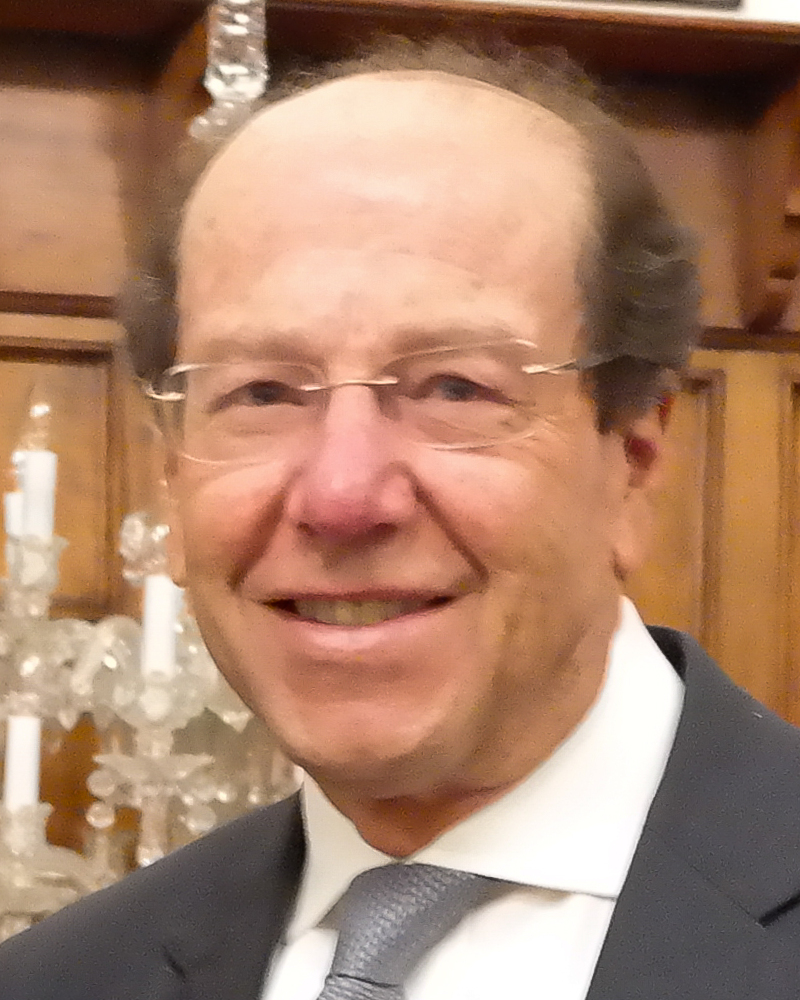
Osvaldo Hurtado Larrea Expresidente de Ecuador
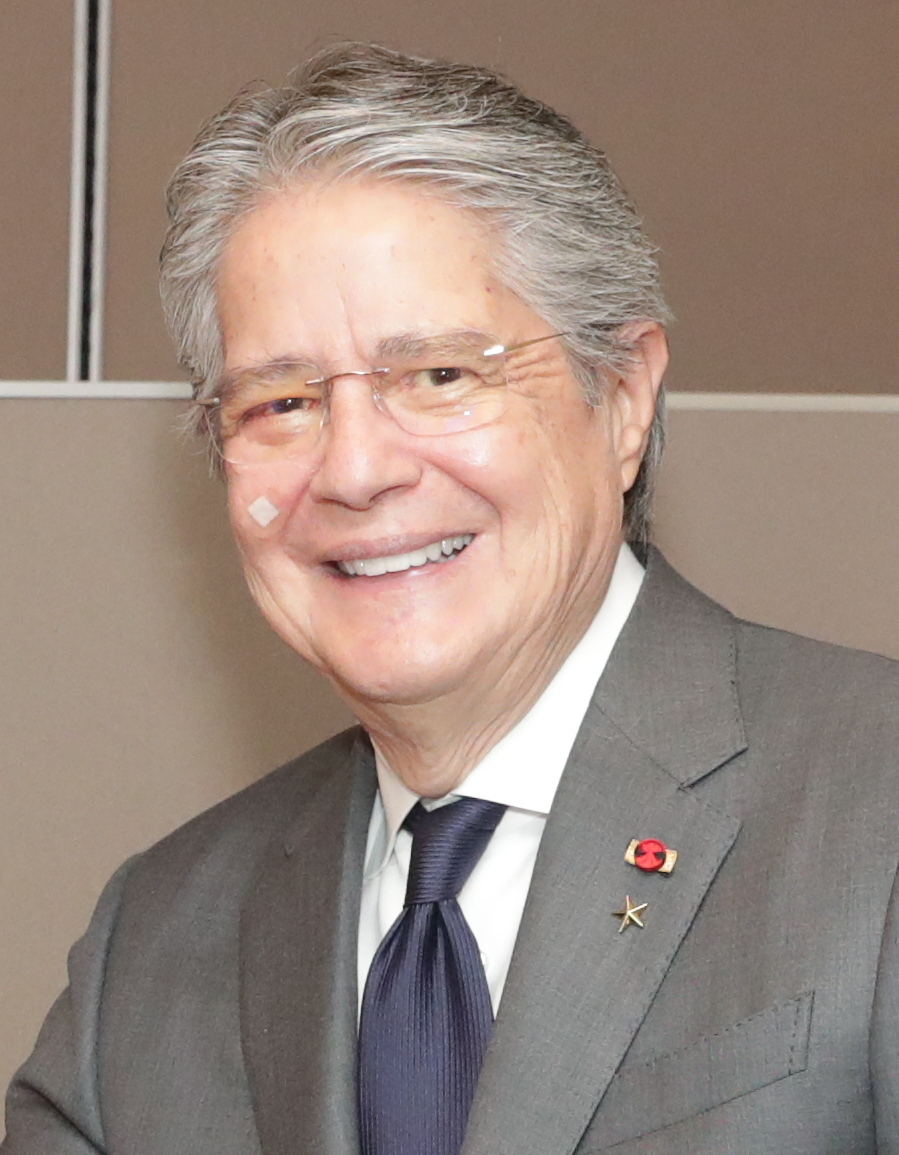
Guillermo Lasso Expresidente de Ecuador
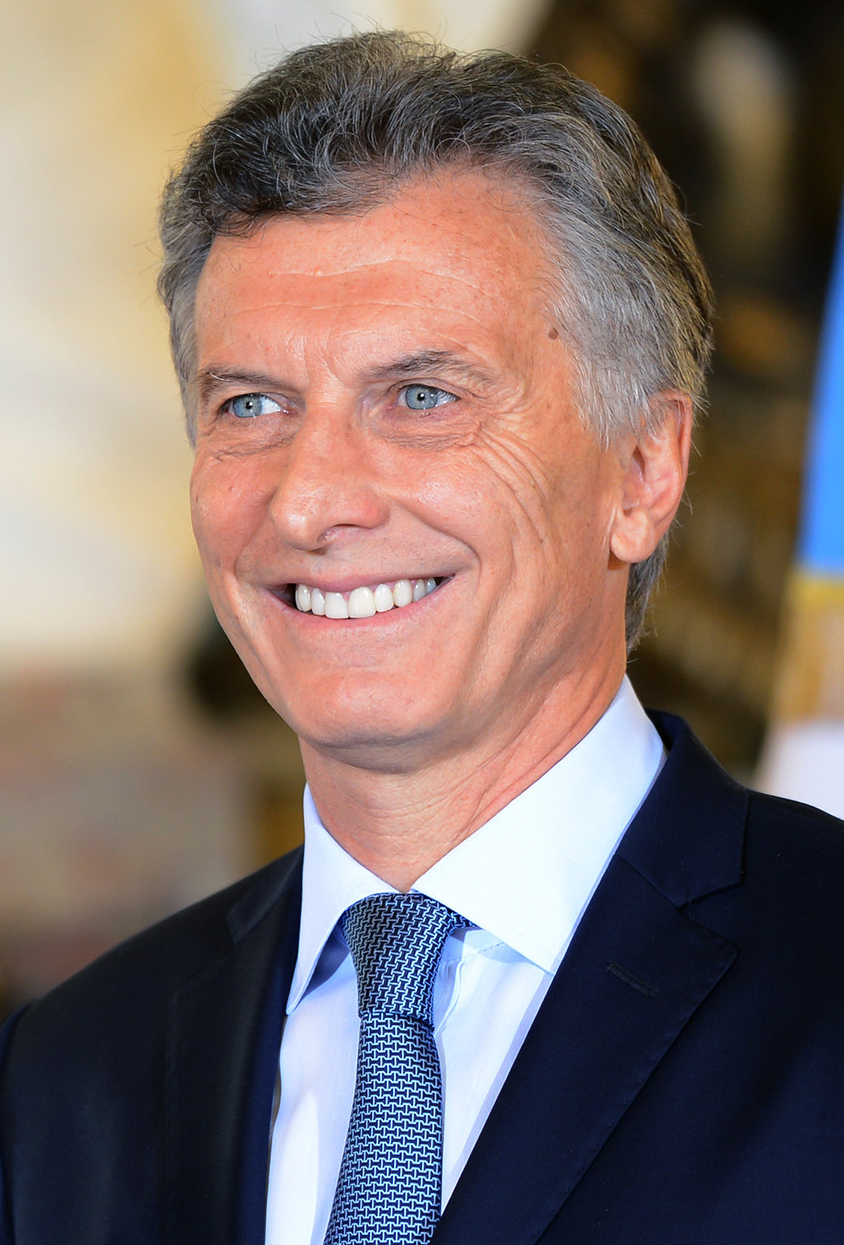
Mauricio Macri Expresidente de Argentina
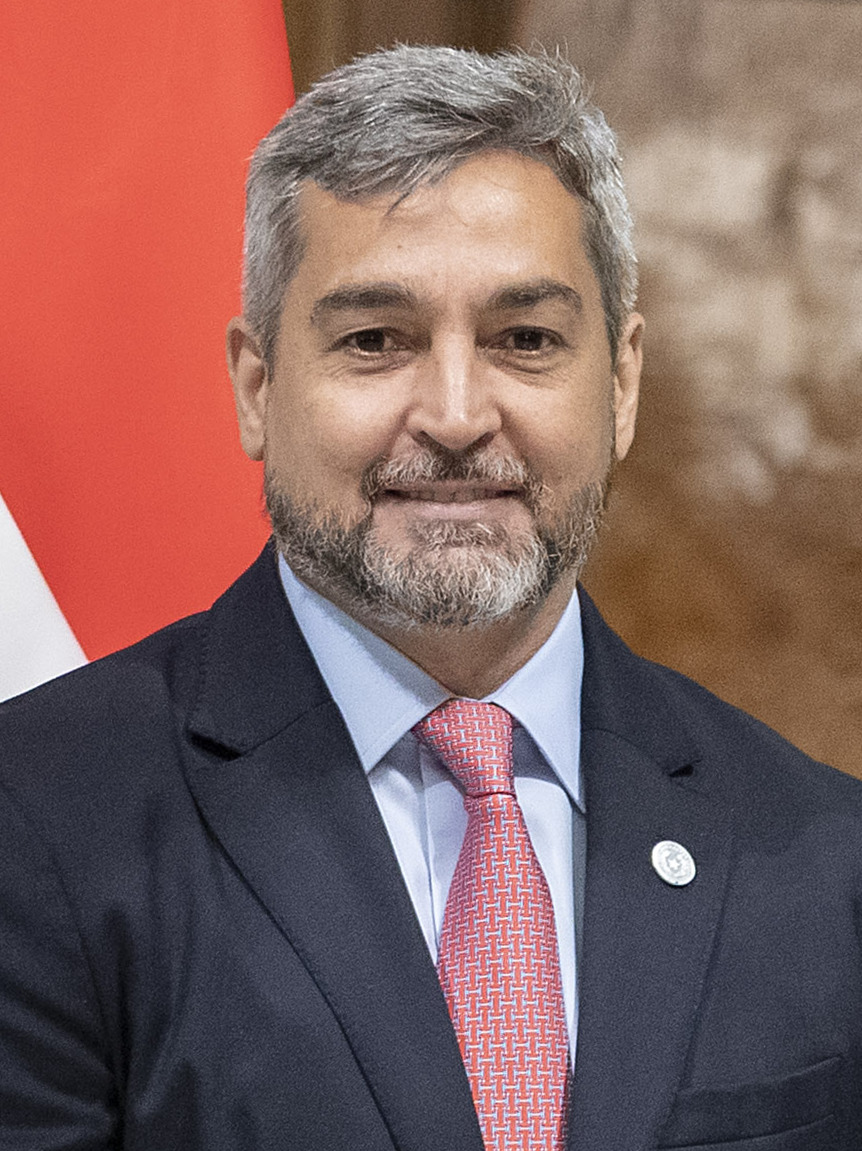
Mario Abdo Benítez Expresidente de Paraguay
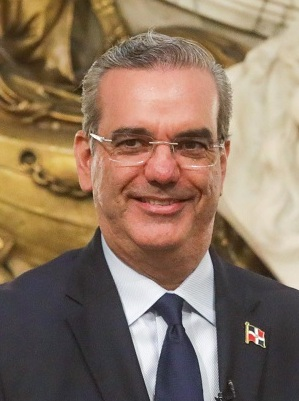
Luis AbinaderPresidente de la República Dominicana

### Miembros
- Santiago Peña
Presidente de Paraguay

## Encuentros
| N.º | Localización             | Año  |
| --- | ------------------------ | ---- |
| 1.º | Santiago de Chile, Chile | 2023 |
| 2.º | Buenos Aires, Argentina  | 2023 |

## Participantes

### Lista de partidos
Por el momento el grupo cuenta con 21 partidos
| País                 | Logo                                      | Partido político                                 | Fundación |
| -------------------- | ----------------------------------------- | ------------------------------------------------ | --------- |
| Argentina            |                                           | Propuesta Republicana                            | 2005      |
| Bolivia              |                                           | Movimiento Demócrata Social                      | 2013      |
| Bolivia              |                                           | Unidad Cívica Solidaridad                        | 1989      |
| Chile                |                                           | Renovación Nacional                              | 1987      |
| Chile                |                                           | Unión Demócrata Independiente                    | 1983      |
| Costa Rica           |                                           | Partido Republicano Social Cristiano             | 2014      |
| Costa Rica           |                                           | Partido Unidad Social Cristiana                  | 1983      |
| Cuba                 |                                           | Partido Demócrata Cristiano                      | 1991      |
| Cuba                 | Asamblea de la Resistencia Cubana de Cuba |                                                  |           |
| Ecuador              |                                           | Partido Social Cristiano                         | 1951      |
| Ecuador              |                                           | Movimiento CREO                                  | 2012      |
| El Salvador          |                                           | Alianza Republicana Nacionalista                 | 1981      |
| Guatemala            |                                           | Partido Unionista                                | 2002      |
| Honduras             |                                           | Partido Nacional de Honduras                     | 1902      |
| Panamá               |                                           | Cambio Democrático                               | 1998      |
| Paraguay             |                                           | Asociación Nacional Republicana-Partido Colorado | 1887      |
| Perú                 |                                           | Fuerza Popular                                   | 2010      |
| República Dominicana |                                           | Partido Reformista Social Cristiano              | 1963      |
| República Dominicana |                                           | Fuerza Nacional Progresista                      | 1980      |
| Uruguay              |                                           | Partido Nacional                                 | 1836      |
| Venezuela            |                                           | Encuentro Ciudadano                              | 2018      |

## Controversia
Aunque el grupo ha evitado meterse en polémicas, no ha podido escapar de ellas, debido a que algunos de sus miembros son cuestionados y generan posiciones divididas, como es el caso de la expresidenta de Bolivia, Jeanine Áñez. 